# Muhammad (sura)
Muhammad “Maomé” (do árabe: سورة محمد) é a quadregésima sétima sura do Alcorão e tem 38 ayats.
A sura ordena os fiéis a obedecer Maomé e não rejeitar qualquer parte do que ele tenha revelado. Ordena também "ferir" e "subjugar" os “infiéis” na
batalha. Este ayat é muitas vezes utilizado contra os muçulmanos, pois segundo seus opositores isso descreve a fé islâmica como violenta. Os muçulmanos alegam que este ayat não deve ser entendido fora do contexto, que a poesia remete à Batalha de Badr, onde os moradores de Meca reuniram um exército para atacar Medina, e que o verso simplesmente ordenara para que eles se defendessem desta ameaça.